# 大門実紀史
大門 実紀史（だいもん みきし、1956年〈昭和31年〉1月10日 - ）は、日本の政治家。日本共産党所属の参議院議員（5期）。政治・選挙活動では大門 みきしと平仮名の名前を用いる。

## 略歴
京都府京都市生まれ。現在は東京都在住、京都市立日吉ヶ丘高等学校卒業、神戸大学中退。1984年から東京土建一般労働組合の専従書記局員として勤務。1996年、同本部書記長に就任。全国建設労働組合総連合（全建総連）中央執行委員、建設労働組合首都圏共闘会議初代議長を歴任。
1998年に第18回参議院議員通常選挙に比例代表で立候補したが落選。2001年1月に繰り上げ当選。以後、予算委員会理事、財政金融委員会委員、災害対策特別委員会委員を歴任。2004年、第20回参議院議員通常選挙で再選。2010年、第22回参議院議員通常選挙で3選。2016年1月末に都内の病院で肝臓癌を切除する手術をうけた。2016年、第24回参議院議員通常選挙で4選。2022年、第26回参議院議員通常選挙で落選。2024年10月15日、第50回衆議院議員総選挙に田村智子が立候補したことにより、公職選挙法規定により参議院議員を退職（自動失職）となり、その後の繰上補充となる選挙会で2022年参院選比例区次点者であった大門が繰上当選が決定し、同月22日に官報で告示された。

## 政治的主張
- 選択的夫婦別姓制度導入に賛成[3]。大門らが提出した国会請願では、「夫婦同姓を法律で強制しているのはほぼ日本のみとなり、さらに、日本のほかに婚外子相続差別をしている国は、フィリピンのみと言われ、ユニセフも日本の婚外子相続差別を指摘している。国際的に見ても、立ち後れている状況を変えていく必要がある」といった理由をのべている[4]。
- 2003年、静岡空港建設反対の国会議員署名活動で署名者に加わっている[5]。
- 2007年11月、国会審議において防衛省の軍需利権や日米平和・文化交流協会などについて追及した。また、この影響かどうかは不明だが時を同じくして日米平和・文化交流協会に所属する複数の国会議員が協会の理事を辞任したり、退会する動きが見られた。
- 「党を憎んで人を憎まず」を信条としており、「おかしな政治的主張をする他党の人も、そう考えるまでには事情もあったのだろうから、その党の主張は憎んでも、主張する人そのものまで憎んではいけない」と考えている[6]。
- 受動喫煙防止を目的に飲食店などの建物内を原則禁煙とする健康増進法改正に賛成。2016年の参院選に先駆けて行われた受動喫煙防止についての公開アンケートにおいて、レストランやバーを含む一般市民が出入りする場所は、2020年までに「罰則付きの禁煙とするべきである」と回答している[7]。

### 経済問題
「国会きっての経済通」とも評される。出版されている著書はいずれも経済関連のものであり、一連の著書の中で大門は一貫して新自由主義やグローバリズムを批判し、「社会的公正（社会正義）Social justice」の必要性を説いている。
- 初当選直後の2001年11月の参議院予算委員会において、経済財政政策担当大臣だった竹中平蔵に対し、「国全体の経済がどうなるかトータルで示す必要がある」「経済学者ですよね。理論的に説明してください」などと、いわゆる聖域なき構造改革に伴う雇用の不安定化などを強く追及し、話題となった[8]。
- 副総理兼財務大臣を長く務めた麻生太郎との国会での論戦も話題となった。2021年3月には参議院予算委員会での企業の生産性に関する大門の質問に対し、麻生が「生産性を上げようということで（過剰人員を）切るとか、そんな簡単なことではない」と答弁し、大門が「麻生さん、ときどき良いこと言う」と応じる場面もあった[9]。

### 消費者行政
消費者行政・消費者問題に詳しく、政治家と業界団体との癒着の問題などをしばしば国会で取り上げ追及している。消費者問題に関する特別委員会に所属。
- 2008年5月、民主党の前田雄吉が行ったマルチ商法を擁護する質問をとりあげて追及した。また、同年10月には消費者担当大臣野田聖子が1996年にマルチ商法を擁護する質問をしたことを追及。野田から「12年前の私の知識では、消費者側からの推察が足りなかった」との答弁を引き出し、自民党・民主党の二大政党とマルチ業界の癒着を告発した[10][11]。
- 2011年、与党民主党とパチンコ業界の癒着を追及。当時野田内閣にいた山岡賢次・前田武志・中川正春・鹿野道彦・古川元久が、業界団体であるパチンコチェーンストア協会に「政治アドバイザー」として名を連ねていることを国会で明らかにし、さらにパチンコ業界から民主党や民主党国会議員への多額の献金やパーティー券購入が行われていることを追及した。パチンコが数多くのギャンブル依存症患者を生み出し、多重債務や家庭崩壊など、消費者の生活に多くの問題を生じさせている現状があり、また様々な犯罪を誘発していること、そしてそのパチンコ業界が賭博の合法化を目指そうとしていることを指摘し、その業界団体と政府内部の癒着を問題視した。また、山岡賢次は当時消費者担当大臣及び国家公安委員会委員長の地位にあり、消費者を保護する立場にある消費者行政の長として、そして公共の秩序を維持する立場にある警察庁の監督者として、その姿勢を問い質した。その後、山岡賢次をはじめ五人の閣僚は相次いで「政治アドバイザー」を辞任している[12][13]。
- 同じく2011年、パチンコ業界からの献金を受ける国会議員が「カジノ議員連盟」（国際観光産業振興議員連盟）として結び、パチンコ業界からの要望を受け、カジノ（賭博）合法化やパチンコ玉の換金合法化を推進しようとしていること、さらには復興のためと称して東日本大震災の被災地である仙台空港周辺にカジノを誘致しようと動いていることを国会で明らかにし、射幸性が高く犯罪を誘発し公序良俗を乱すとされるために現行刑法上禁止されている賭博の合法化を推進して剰え被災地にカジノを誘致しようとするカジノ議員連盟の問題性を追及した[14][15][16][17][18]。

### 愛国心について
大門は、大逆事件（幸徳事件）において処刑された社会主義者幸徳秋水から、次の言葉、「わたくしは、いわゆる愛国心が、純粋な同情・惻隠の心でないことをかなしむ。なんとなれば愛国心が愛するところは、自分の国土にかぎられているからである。自己の国民にかぎられているからである。他国を愛さないで、ただ自国を愛する者は、他人を愛さずして、ただ自己の一身を愛するものである。うわついた名誉を愛するのである。利益の独占を愛するのである。公正といえるであろうか。私ではない、といえるだろうか」（『廿世紀之怪物帝国主義』神埼清訳）という文章を引用し、「国を愛さない人はいない。しかし、ほんとうに国を愛するとはどういうことなのか、ふたたび真剣に考えなければならない時代にきています」と述べている。また大門は、ナショナリスト石原慎太郎を揶揄しつつ、筒井康隆の『アホの壁』を引用し、愛国心の持つ、「過剰反応を起こしやすいという弱点」を指摘している。

## TV出演
- 大門は、新自由主義を批判する日本共産党の立場から、一部の保守とも経済問題において主張の共鳴する部分があり、同じく参議院議員の自民党の保守政治家西田昌司との縁で、『西部邁ゼミナール』（TOKYO MX）にゲストとして何度か出演している。番組のホストである西部邁は保守派論客の重鎮であり、同番組は基本的に保守政治家が多く出演する保守系論壇の一角である。大門は、同番組における初の共産党として、また左派政治家として初めてのゲストであった[21]。
- その他、田原総一朗が司会を務める討論番組「朝まで生テレビ!」（テレビ朝日）にも数回出演経験がある[22]。

## 著書
- 『「属国ニッポン」経済版──アメリカン・グローバリズムと日本』新日本出版社、2003年6月。ISBN 4-406-03007-7。
- 『新自由主義の犯罪──「属国ニッポン」経済版2』新日本出版社、2007年10月。ISBN 978-4-406-05066-1。
- 『ルールある経済って、なに？──社会的公正（ソーシャル・ジャスティス）と日本国憲法』新日本出版社、2010年4月。ISBN 978-4-406-05347-1。
- 『カジノミクス──「カジノ解禁」「アベ銀行」「年金積立金バクチ」の秘密』新日本出版社、2018年12月。ISBN 978-4-406-06296-1。
- 『やさしく強い経済学──逆転の成長戦略』新日本出版社、2022年5月。ISBN 978-4-406-06654-9。

## 人物
- 趣味は、山歩き、読書、絵本収集など[23]。
- 喜劇作家を目指していた[24]。